# Erik VI van Zweden
Erik VI, ook bekend als Erik Segersäll ("de Overwinnaar"), (ca. 950 - 995) was van 970 tot 995 een koning van de Svear (de bevolking van Zweden). (Hij zou in ca. 992-993 ook nog koning van Denemarken zijn geweest.) Door vele oude chronisten wordt hij als een koning beschouwd omdat hij als eerste regeerde over de gebieden van Svealand, Östergötland en Västergötland, en zo het middeleeuwse Zweden onder zich verenigde. (In de huidige tijd wordt deze verdienste echter aan zijn zoon Olof Skötkonung toegerekend).
Volgens de bronnen die voorhanden zijn (de IJslandse sagen en de Kronieken van Adam van Bremen) regeerde Erik (VI) bij aanvang van zijn koningschap samen met zijn broer Olof (I) Björnsson. Wanneer Olof - die wellicht alleen een Zuid-Zweeds stamhoofd was - in 975 sterft wordt Erik alleenheerser. Ook volgens de IJslandse sagen wilde de zoon van Olof I, Styrbjörn de Sterke, de positie van zijn vader overnemen en erkende hij het recht van Erik op de troon niet. Styrbjörn toog naar het zuiden en verenigde zich met de Jomsvikingen en de Denen. De Jomsvikingen vormden een broederschap van huurlingen die leefden in Jomsburg aan de zuidkust van de Oostzee. Vermoedelijk is Jomsburg gelijk aan Vineta, een handelsstad van Slaven en Vikingen die alleen uit bronnen bekend is. De stad zou door de zee zijn verzwolgen en lag vermoedelijk op het eiland Wolin bij de monding van de Oder. De Jomsvikingen werden beschouwd als de sterkste en dapperste strijders onder de Vikingen. Met deze versterking begaf hij zich naar Uppland om Erik af te zetten. Omstreeks 985 troffen de beide heersers elkaar op een vlakte zuidelijk van Oud-Uppsala. In de slag die volgde viel Styrbjörn en Erik won, waarna hij vervolgens de bijnaam "de Overwinnaar" gekregen zou hebben. In Zweden zijn een aantal runestenen gevonden ter nagedachtenis van strijders die “niet zijn gevlucht” bij Uppsala.
Erik zou ook een overwinningstocht naar Denemarken hebben gemaakt, als wraak op de Deense ondersteuning aan Styrbjörn. Sommige bronnen noemen het jaar 992 en andere een jaar eerder. Erik zou daarbij koning Sven Gaffelbaard verdreven hebben en er ongeveer een jaar geregeerd hebben, maar een ziekte zou hem hebben gedwongen terug te keren naar Oud-Uppsala. Hij stierf waarschijnlijk in 995 in zijn koningshof en werd vermoedelijk op de zuidwestelijke begraafplaats van Oud-Uppsala begraven. Zijn minderjarige zoon Olof zou hem als koning opvolgen. Erik had ook een dochter, Holmfrid Eriksdotter die trouwde met de Noorse edelman Sven Haakonson.

## Voorouders
Erik was zoon van:
- Edmund van Munso (ca. 935 - 965), zoon van:
- Olaf Bjornsson (ca. 910 - 935), zoon van:
- Bjorn Eriksson (ca. 870 - 932), zoon van:
- Erik Anundsson Väderhatt (ca. 825 - 882), zoon van:
- Anund Eriksson

## Huwelijk
Erik Segersäll zou óf getrouwd zijn met Sigrid Storråda ("de hoogmoedige", en een dochter van de Vikinghoofdman Skoglar Toste uit Västergötland), óf met Świętosława van Polen (ook bekend als Gunhild, en de dochter van grootvorst Mieszko I van Polen). Sommige historici vermoeden echter dat het een en dezelfde persoon betreft. De bronnen zijn het met elkaar oneens wie Eriks koningin was. De IJslandse sagen en de Deense Saxo Grammaticus geven Sigrid Storråda aan. Adam van Bremen noteerde echter dat het een onbekende Slavische prinses betrof, die in een later deel van zijn boekwerken Gunhild wordt genoemd. Lang probeerden de historici de verslagen over Sigrid Storråda als verzonnen te beschouwen en ze meenden dat de namen Sigrid of Gunhild vervoegingen waren van de Poolse naam Swietoslawa. In tegenwoordige tijd is het inzicht dat Adam van Bremens versie een misverstand was en bijgevolg Sigrid Storråda als waarschijnlijker geldt.
Erik VI · Olaf II · Anund Jacob · Emund · Stenkil · Erik VII · Erik VIII · Halsten · Haakon · Inge I · Sven · Erik Årsäll · Filips · Inge II · Ragnvald · Magnus · Sverker I · Erik IX · Karel VII · Knoet I · Sverker II · Erik X · Johan I · Erik XI · Knoet II · Waldemar I · Magnus I · Birger I · Magnus II · Albrecht · Margaretha · Erik XIII · Christoffel · Karel VIII · Christiaan I · Johan II · Christiaan II · Gustaaf I · Erik XIV · Johan III · Sigismund · Karel IX · Gustaaf II Adolf · Christina · Karel X Gustaaf · Karel XI · Karel XII · Ulrike Eleonora · Frederik · Adolf Frederik · Gustaaf III · Gustaaf IV Adolf · Karel XIII · Karel XIV Johan · Oscar I · Karel XV · Oscar II · Gustaaf V · Gustaaf VI Adolf · Carl Gustaf XVI
- International Standard Name Identifier: 0000 0004 0148 2646
- LIBRIS: 360564
- Virtual International Authority File: 296506355